# Tingvalla IP
Der Tingvalla Idrottsplats, kurz Tingvalla IP, ist ein Stadion in Karlstad, Värmlands län, Schweden. Es ist das Heimstadion des Leichtathletikvereins IF Göta und wird zudem für allgemeine Leichtathletikevents genutzt. Darüber hinaus tragen die Fußballmannschaft IF Karlstad Fotboll und die American Footballmannschaft Carlstad Crusaders hier ihre Heimspiele aus. 

## Technische Daten
Das Stadion wurde 1919 erbaut und noch im selben Jahr eröffnet. Die in Kommunalbesitz befindliche Anlage hat eine nominelle Kapazität von 7.000 Plätzen (davon 1.000 Sitzplätze). Sie ist mit einem Naturrasen versehen, um den eine Laufbahn führt. Vorhanden sind ferner eine Hochsprung- und eine Weitsprunganlage. Neben auf einer mit Sitzschalen ausgestatteten Haupttribüne finden die Zuschauer dabei unter anderem auf Stahlrohrtribünen Platz. Die Rekordzuschauerzahl wurde am 24. August 2000 aufgestellt, als 10.421 Zuschauer das Spiel Carlstad United BK gegen Lazio Rom sahen.
Die Anlage verfügt über vier Umkleidekabinen und einen separaten Schiedsrichterraum.
Die bisher größten Veranstaltungen im Stadion waren Spiele der Fußball-Weltmeisterschaft der Frauen 1995 und Fußball-Europameisterschaft der Frauen 1997.
Das Stadion liegt im Nordwesten Karlstads, direkt am Klarälven. Nördlich des Stadions führt die Europastraße 18 vorbei.